# Símbolo de los apóstoles

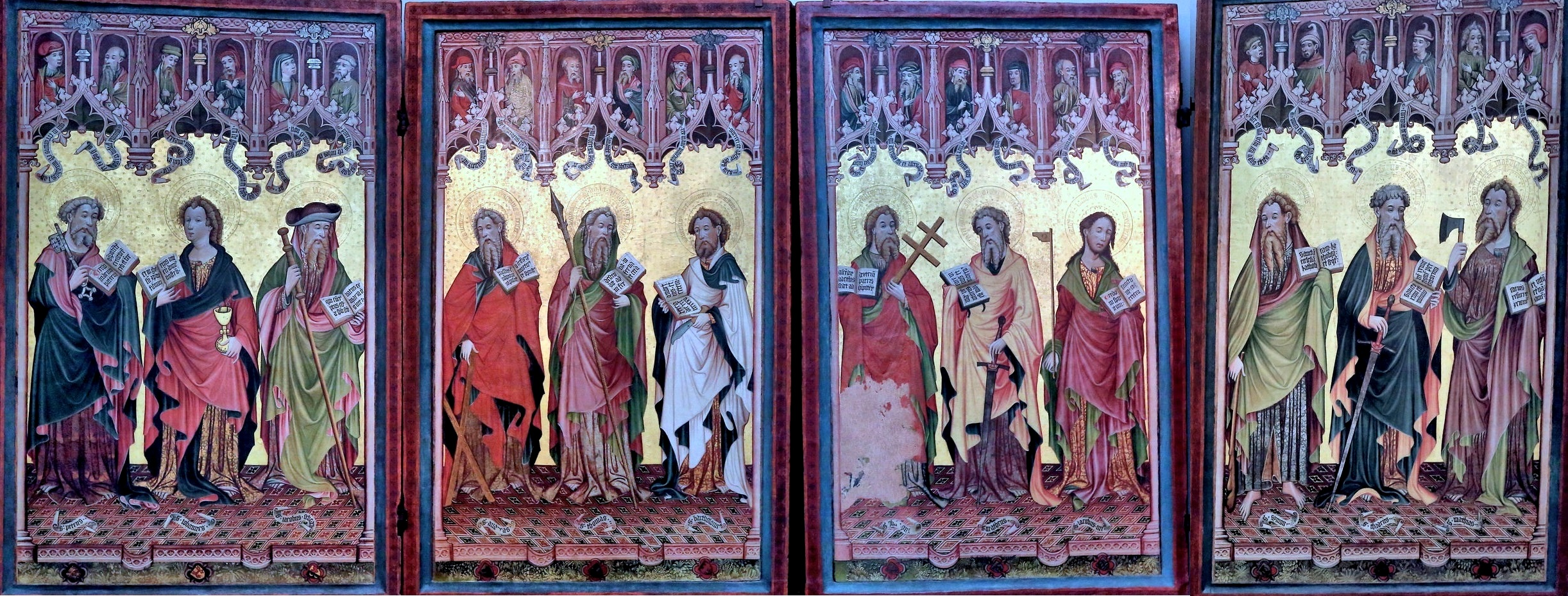
Los doce Apóstoles (Gotinga Barfüßeraltar - 1424)

El símbolo de los apóstoles o credo de los apóstoles (en latín: Symbolum Apostolorum o Symbolum Apostolicum) es un credo cristiano o símbolo de la fe, una declaración dogmática de los contenidos de la fe cristiana. Se trata del antiguo símbolo bautismal de la Iglesia de Roma. Su autoridad le viene de este hecho: «Es el símbolo que guarda la Iglesia romana, la que fue sede de Pedro, el primero de los apóstoles, y a la cual él llevó la doctrina común» (S. Ambrosio, symb. 7).
El credo se originó más probablemente en la Galia del siglo V como un desarrollo del Antiguo símbolo romano (vetus symbolum romanum) o viejo credo romano, el antiguo credo en latín del siglo IV. Ha estado en uso litúrgico en el rito latino desde el siglo VIII y, por extensión, en las varias ramas modernas del cristianismo occidental, incluyendo la liturgia y catequesis moderna de la Iglesia católica, el luteranismo, el anglicanismo, el presbiterianismo, el moravianismo, el metodismo y las iglesias congregacionales.
Si bien es más corto que el Credo niceno-constantinopolitano completo adoptado en el 381, es aún explícitamente trinitario en estructura, y contiene secciones que afirman la creencia en Dios Padre, Dios Hijo y Dios Espíritu Santo. No aborda algunos asuntos cristológicos definidos en el credo niceno. Por lo tanto, no dice nada explícitamente acerca de la divinidad de Jesús o del Espíritu Santo. Es por tal razón que se afirmaba en la tradición medieval latina que era anterior al credo niceno.
La expresión «Credo de los apóstoles» se menciona por primera vez en una carta del Sínodo de Milán con fecha de 390, refiriéndose a una creencia en esta época según la cual cada uno de los Doce Apóstoles contribuyó un artículo a los doce artículos del credo.

## Historia

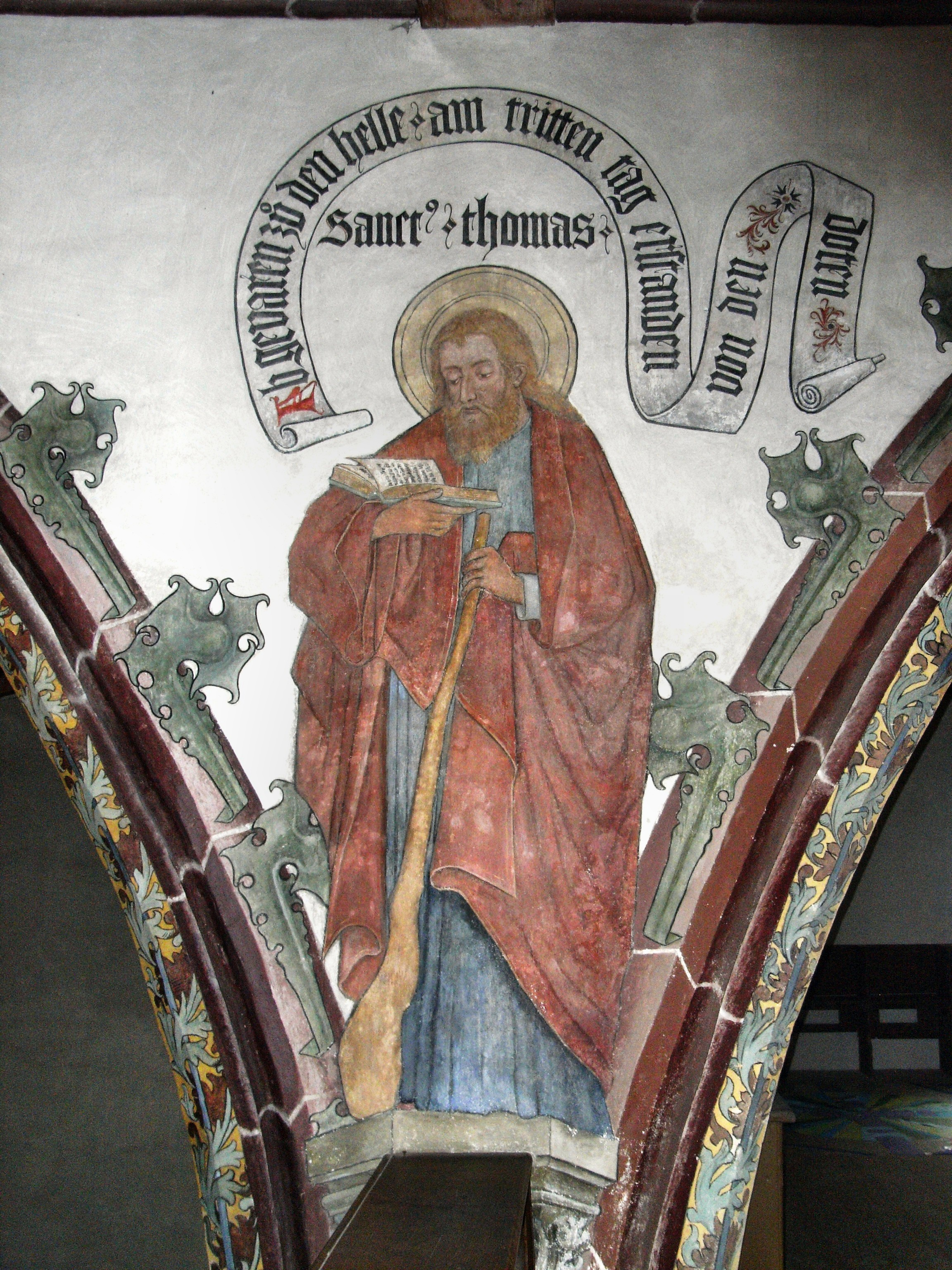
Detalle del Credo de los Apóstoles - Iglesia de Nuestra Señora -Memmingen

El uso eclesiástico de la palabra en latín symbolum para referirse a «credo»—en el sentido de «marca distintiva de los cristianos», a partir del sentido del griego σύμβολον, «signo o señal utilizado para la identificación»—aparece por primera vez a mediados del siglo III, en la correspondencia de San Cipriano y San Firmiliano, este último en particular hablando de la fórmula trinitaria como el «Símbolo de la Trinidad», y reconociéndola como parte integral del rito del bautismo. El término Symbolum Apostolicum aparece por primera vez en una carta, probablemente escrita por Ambrosio, desde un Concilio en Milán al papa Siricio en torno al año 390 d. C. «Que den crédito al Símbolo de los Apóstoles, que la Iglesia romana siempre ha guardado y conservado sin mácula». El término de Ambrosio se refiere aquí al Antiguo Credo Romano, el predecesor inmediato de lo que ahora se conoce como el Credo de los Apóstoles. La narración de que este credo había sido creado conjuntamente por los Apóstoles, aportando cada uno de los doce uno de los doce artículos, ya era corriente en aquella época.
El Antiguo Credo Romano había evolucionado a partir de textos más sencillos basados en Mateo 28:19, parte de la Gran Comisión, y se ha argumentado que este texto anterior ya estaba en forma escrita a finales del siglo II (c. 180).
Está ligado a formas anteriores como «Jesús es el Señor» y la fórmula trinitaria de Padre, Hijo y Espíritu Santo, que aparecen en el Nuevo Testamento, por ejemplo, en la tradicional confesión bautismal de Hipólito de Roma,  en las reglas de fe y en Romano.
En tiempos posteriores se afirmó que el Credo de los Apóstoles surgió de los mismos doce apóstoles; así por ejemplo, en el siglo IV, Rufino de Aquilea y Ambrosio de Milán. Sin embargo ya en el siglo XV Lorenzo Valla demostró que esta tradición era históricamente insostenible. Sin embargo, todavía se encuentran en muchas iglesias representaciones de los Doce Apóstoles, asignándole a cada uno de ellos una parte del Credo.
Mientras que las profesiones individuales de creencia que se incluyen en el Credo de los Apóstoles—incluso las que no se encuentran en el Antiguo símbolo romano—se encuentran en varios escritos de Ireneo, Tertuliano, Novaciano, Marcelo, Rufino, Ambrosio, Agustín, Nicetas y Eusebio Galo, la aparición más temprana de lo que conocemos como el Credo de los Apóstoles fue en el De singulis libris canonicis scarapsus (Extracto de los libros canónicos individuales) de san Pirminio (Migne, Patrologia Latina 89, 1029 ss.), escrito entre el 710 y el 714. Bettenson y Maunder afirman que es primero del Dicta Abbatis Pirminii de singulis libris canonicis scarapsus (idem quod excarpsus, extracto), c. 750.

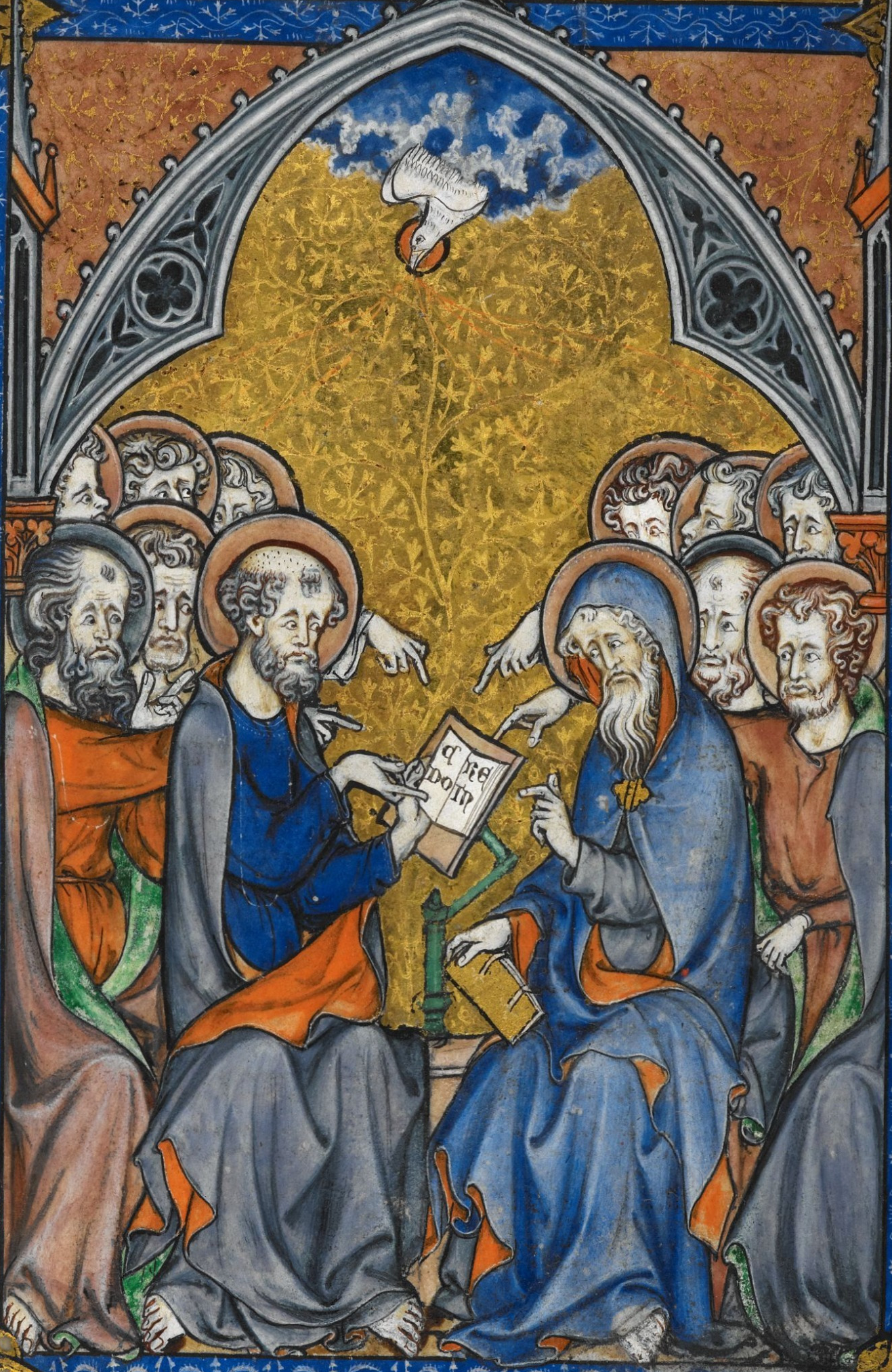
Esta iluminación de un manuscrito del muestra a los apóstoles escribiendo el Credo, recibiendo la inspiración del Espíritu Santo.

El Credo probablemente se originó, en su forma actual, en la Galia, en el siglo V, si bien están atestiguadas otras versiones más primitivas del mismo en autores como Tertuliano. Un credo prácticamente idéntico al actual aparece escrito por Fausto de Riez. Es posible que Fausto tuviera un texto idéntico, ya que no se puede reconstruir con certeza el texto original escrito por Fausto. A finales del siglo V aparece escrita una versión idéntica a la actual con la única excepción de la palabra infera en lugar de inferos. Con todo, el Antiguo credo romano se mantuvo como el texto litúrgico estándar de la Iglesia romana entre los siglos IV y VII, y no fue sustituido por la versión «gala» del Credo de los Apóstoles sino hasta finales del siglo VIII, bajo Carlomagno, que lo impuso en todos sus dominios.
La frase descendit ad inferos («descendió a los infiernos») no se encuentra en el Credo Niceno. Se hace eco de Efesios 4:9, «κατέβη εἰς τὰ κατώτερα μέρη τῆς γῆς» («descendió a las regiones terrestres inferiores»). Esta frase apareció por primera vez en una de las dos versiones de Rufino (m. 411), el Credo de Aquilea, y luego no volvió a aparecer en ninguna versión del credo hasta el año 650 d. C. Del mismo modo, las referencias a la comunión de los santos no se encuentran ni en el Antiguo símbolo romano ni en el Credo niceno. La referencia a Dios como «creador del cielo y de la tierra» tampoco aparece en el Credo niceno del 325, pero sí en la versión ampliada del Credo niceno (el credo niceno-constantinopolitano) del 381.

La Iglesia ortodoxa no utiliza el Credo de los Apóstoles, no por una objeción a alguno de sus artículos, sino por sus omisiones necesarias para la definición del cristianismo niceno. Los delegados ortodoxos en el Concilio de Florencia (1431-1449) cuestionaron explícitamente la tradición occidental que atribuía el credo de los apóstoles a los Doce Apóstoles. Esta tradición también fue demostrada como históricamente insostenible por Lorenzo Valla. La Iglesia romana no afirma que el texto se remonte a los propios apóstoles; el Catecismo de la Iglesia católica explica, en cambio, que «[e]l Símbolo de los Apóstoles [es] llamado así porque es considerado con justicia como el resumen fiel de la fe de los Apóstoles».:194
En el siglo XX, creció su importancia, como consecuencia tanto del Movimiento ecuménico como de la reforma litúrgica.

## Texto
| Latín | (traducción español) |
| --- | --- |
| Credo in Deum, Patrem omnipotentem, Creatorem caeli et terrae. Et in Iesum Christum, Filium eius unicum, Dominum nostrum: qui conceptus est de Spiritu Sancto, natus ex Maria Virgine, passus sub Pontio Pilato, crucifixus, mortuus, et sepultus, descendit ad inferos: tertia die resurrexit a mortuis; ascendit ad caelos; sedet ad dexteram Dei Patris omnipotentis: inde venturus est iudicare vivos et mortuos. Credo in Spiritum Sanctum, sanctam Ecclesiam catholicam, Sanctorum communionem, remissionem peccatorum, carnis resurrectionem, vitam aeternam. Amen. Texto del Misal Romano. | Creo en Dios, Padre todopoderoso, creador del cielo y de la tierra. Creo en Jesucristo, su único Hijo, nuestro Señor, que fue concebido por obra y gracia del Espíritu Santo, nació de santa María Virgen, padeció bajo el poder de Poncio Pilato, fue crucificado, muerto y sepultado, descendió a los infiernos, al tercer día resucitó de entre los muertos, subió a los cielos y está sentado a la derecha de Dios, Padre todopoderoso. Desde allí ha de venir a juzgar a vivos y muertos. Creo en el Espíritu Santo, la santa Iglesia católica, la comunión de los santos, el perdón de los pecados, la resurrección de la carne y la vida eterna. Amén. Texto del Misal Romano en lengua española para España (2016). |

## Uso litúrgico en el cristianismo occidental
Las comunidades cristianas occidentales utilizan el Credo de los Apóstoles en su forma directa o en formas interrogativas en varios de sus ritos litúrgicos, en particular los del bautismo y la eucaristía.

### Rito del bautismo
El Credo de los Apóstoles, cuya forma actual es similar al credo bautismal utilizado en Roma en los siglos III y IV, se desarrolló en realidad a partir de preguntas dirigidas a quienes solicitaban el bautismo. La Iglesia católica sigue utilizando una forma interrogativa del mismo en el rito del bautismo (tanto para niños como para adultos). El ministro del bautismo pregunta:

¿Crees en Dios, Padre Todopoderoso, creador del cielo y de la tierra?
¿Crees en Jesucristo, su único Hijo, Nuestro Señor, que nació de Santa María Virgen, fue crucificado, muerto y sepultado, resucitó de entre los muertos, subió a los cielos y está sentado a la derecha de Dios, Padre todopoderoso?
¿Crees en el Espíritu Santo, la santa Iglesia católica, la comunión de los santos, el perdón de los pecados, la resurrección de la carne y la vida eterna?

A cada pregunta, el catecúmeno, o, en el caso de un bebé, los padres o padrinos en su nombre, responde «sí, creo». Entonces el celebrante dice:

Esta es nuestra fe. Esta es la fe de la Iglesia. Que nos gloriamos de profesar, en Jesucristo Señor nuestro.

Y todos responden: Amén.
La Iglesia presbiteriana de Aotearoa (Nueva Zelanda) utiliza el Credo de los Apóstoles en su rito de bautismo, a pesar de las reservas de algunos de sus miembros respecto a la frase «que nació de María virgen».
La Iglesia episcopal de los Estados Unidos de América utiliza el Credo de los Apóstoles como parte de un pacto bautismal para quienes van a recibir el rito del bautismo. El Credo de los Apóstoles es recitado por los candidatos, padrinos y la congregación, siendo cada sección del Credo una respuesta a la pregunta del celebrante: «¿Crees en Dios Padre (Dios Hijo, Dios Espíritu Santo)?» También se utiliza »en forma interrogativa en la Vigilia Pascual en la Renovación de los Votos Bautismales.
La Iglesia de Inglaterra pide igualmente a los candidatos, padrinos y a la congregación que reciten el Credo de los Apóstoles en respuesta a preguntas similares, en los que evita utilizar la palabra «Dios» al referirse al Hijo y al Espíritu Santo, preguntando en su lugar: «¿Crees y confías en su Hijo Jesucristo?», y «¿Crees y confías en el Espíritu Santo?». Además, «cuando haya fuertes razones pastorales», permite el uso de una fórmula alternativa en la que las preguntas, si bien hablan de «Dios Hijo» y «Dios Espíritu Santo», son más elaboradas pero no se basan en el Credo de los Apóstoles, y la respuesta en cada caso es: «Creo y confío en él». También se puede utilizar el Libro de Oración Común, que en su rito del bautismo hace que el ministro recite el Credo de los Apóstoles en forma interrogativa. preguntando a los padrinos o, en el caso «de quienes sean de edades más maduras», al candidato mismo: «¿Crees en Dios Padre...» La respuesta es: «Todo esto lo creo firmemente».
Los luteranos que siguen el Libro de ritos luteranos (Iglesia luterana Sínodo de Misuri e Iglesia Luterana-Canadá), al igual que los católicos y los anglicanos, utilizan el Credo de los Apóstoles durante el Sacramento del Bautismo:

¿Crees en Dios, Padre todopoderoso, creador del cielo y de la tierra?
¿Crees en Jesucristo, su único hijo, nuestro Señor, que fue concebido por el Espíritu Santo, nació de la virgen María, padeció bajo el poder de Poncio Pilato, fue crucificado, muerto y sepultado; descendió a los infiernos; al tercer día resucitó de entre los muertos; subió a los cielos y está sentado a la derecha de Dios Padre Todopoderoso; desde allí vendrá a juzgar a los vivos y a los muertos?
¿Crees en el Espíritu Santo, en la santa Iglesia cristiana, en la comunión de los santos, en el perdón de los pecados, en la resurrección de la carne y en la vida eterna?

Después de cada pregunta, el candidato responde: «Sí, creo». Si los candidatos no pueden responder por sí mismos, los padrinos deben responder a las preguntas.
Para los luteranos de la ELCA (Iglesia evangélica luterana en América) que utilizan el libro de Culto Evangélico Luterano, el Credo de los Apóstoles aparece durante el Rito del Sacramento del Santo Bautismo en la página 229 de la edición de tapa dura.
La Iglesia metodista unida en los Estados Unidos utiliza el Credo de los Apóstoles como parte de sus ritos bautismales en forma interrogativa dirigido al candidato o candidatos al bautismo y a toda la congregación como forma de profesar la fe en el contexto del acto sacramental de la Iglesia. Para los bebés, es la profesión de fe de los padres, los padrinos y la congregación en nombre de los candidatos; para los confirmandos, es la profesión de fe ante y entre la congregación. Para la congregación, es una reafirmación de su fe profesada.

¿Crees en Dios?
Creo en Dios, Padre Todopoderoso, creador del cielo y de la tierra.
¿Crees en Jesucristo?
Creo en Jesucristo, su único Hijo, nuestro Señor, que fue concebido por el Espíritu Santo, nació de la Virgen María, padeció bajo el poder de Poncio Pilato, fue crucificado, muerto y sepultado; descendió a la muerte. Al tercer día resucitó; subió al cielo, está sentado a la derecha del Padre y volverá a juzgar a los vivos y a los muertos.
¿Crees en el Espíritu Santo?
Creo en el Espíritu Santo, en la Santa Iglesia Católica, en la comunión de los santos, en el perdón de los pecados, en la resurrección de la carne y en la vida eterna.

### Rito eucarístico
Desde la edición de 2002, el Credo de los Apóstoles se incluye en el Misal romano como alternativa, con la indicación: «En lugar del Credo niceno-constantinopolitano, especialmente durante el tiempo de Cuaresma y Pascua, se puede utilizar el Símbolo bautismal de la Iglesia Romana, conocido como Credo de los Apóstoles». Anteriormente el Credo niceno era la única profesión de fe que el Misal daba para su uso en la Misa, excepto en las Misas para niños, si bien en algunos países ya se permitía el uso del Credo de los Apóstoles.

### Liturgia de las Horas
El Credo de los apóstoles se utiliza en los ritos anglicanos de Maitines y Vísperas. Se invoca después de la recitación o el canto de los Cánticos, y es la única parte de los ritos en la que la congregación tradicionalmente se gira para mirar al altar, si están sentados transversalmente en el coro.
La Iglesia Episcopal (Estados Unidos) utiliza el Credo de los Apóstoles en la Oración matutina y en la Oración vespertina.
Antes de la simplificación de las rúbricas del Breviario Romano en 1955 por el papa Pío XII, el Credo de los apóstoles se recitaba al comienzo de los maitines y de las primas, al final de las completas, y en algunas preces (una serie de versículos y respuestas precedidas por la frase Kyrie eleison («Señor, ten piedad») y el Padrenuestro) de las primas y de las completas en ciertos días de Adviento y Cuaresma.

## Controversias
En la línea «la santa Iglesia católica», las confesiones protestantes, suelen cambiar la palabra católica por cristiana o universal. El pastor evangélico Herbert Goltzen formuló que también debería conservarse en las iglesias evangélicas, la mención a «la santa Iglesia católica», de acuerdo con su versión original.

## Literatura
- La Conferencia Episcopal Alemana (Ed.): Católico Para Adultos De Catecismo. El Primer Volumen. El Credo de la Iglesia. Herder u. a., Friburgo, 1985. ISBN 3-7666-9388-3
- Credo de la Iglesia Católica https://www.aciprensa.com/recursos/credo-de-los-apostoles-660/
- Iglesia Evangélica Luterana De Alemania, Katechismuskommission (Ed.): Protestante Erwachsenenkatechismus. Amapola, Casa Bautista De Publicaciones, 1982. ISBN 3-579-04900-3
- Wolfhart Pannenberg: El Credo – diseñado y administrado antes de las Preguntas de la Presente. GTB, la estrella de siete puntas, casa bautista de publicaciones, 1979. ISBN 3-579-03846-X
- Theodor Schneider: Lo que creemos es Una Interpretación del Credo. Patmos, Düsseldorf, 1985. ISBN 3-491-77256-7
- Hans Küng: Credo, El Credo de los apóstoles Contemporáneos, explica. Piper, Madrid, 1995. ISBN 3-492-12024-5
- J. N. D. Kelly: Early Christian Creeds. Longman, Harlow 1975 (3.Ed.). ISBN 0-582-49219-X
- Eberhard Busch: Credo. El Credo de los apóstoles. Edice, & Ruprecht, Göttingen 2003. ISBN 3-525-01625-5
- Joseph Ratzinger (Papa Benedicto XVI): Introducción al Cristianismo . ISBN 978-1-58617-029-5
- Horst Georg Pöhlmann: La profesión de fe, diseñado para las Personas de nuestro Tiempo. Lembeck, Frankfurt/M. 2003. ISBN 3-87476-438-9
- Marcos Vinzent: el Origen del Credo Apostólico en la Sentencia de la Investigación crítica. Edice, & Ruprecht, Göttingen, Germany 2006. ISBN 978-3-525-55197-4 (Digitalisat BSB)
- Tomás de Aquino: el Catecismo de Santo Tomás de Aquino o Declaración del Credo, el Padre nuestro, un Ave María y de los Diez Mandamientos de Dios. Verlagsbuchhandlung Sabat, Kulmbach 2016, ISBN 978-3-943506-30-3
- Friedrich Wiegand: El Símbolo apostólico en la edad media: Un Bosquejo. Gießen (Alemania) 1904 (= Ponencias Teológica en la Conferencia de Gießen, pag. 21 y siguientes.

- Datos: Q51646
- Multimedia: Apostles' Creed / Q51646